# Trezzano sul Naviglio
Trezzano sul Naviglio is een gemeente in de Italiaanse metropolitane stad Milaan (regio Lombardije) en telt 18.819 inwoners (31-12-2004). De oppervlakte bedraagt 10,8 km2, de bevolkingsdichtheid is 1929 inwoners per km2.

## Demografie
Trezzano sul Naviglio telt ongeveer 7151 huishoudens. Het aantal inwoners daalde in de periode 1991-2001 met 6,7% volgens cijfers uit de tienjaarlijkse volkstellingen van ISTAT.
| Jaar | Inwoneraantal |
| ---- | ------------- |
| 1991 | 19.423        |
| 2001 | 18.114        |

## Geografie
De gemeente ligt op ongeveer 116 m boven zeeniveau.
Trezzano sul Naviglio grenst aan de volgende gemeenten: Milaan, Cesano Boscone,
.